# ハンス＝エーリヒ・リーベンザーム
ハンス＝エーリヒ・リーベンザーム（Hans-Erich Riebensahm, 1906年6月24日 - 1988年10月15日）は、ドイツ出身のピアノ奏者。
ケーニヒスベルクの生まれ。6歳からピアノを始め、1919年に地元でリサイタルを開いた。1922年にベルリンに移り、その地の音楽院でレオニード・クロイツァーとアルトゥル・シュナーベルにピアノ、フリードリヒ・エルンスト・コッホに作曲を学んだ。1942年から1944年までフランクフルト音楽大学で教鞭をとり、1949年から1976年までベルリン芸術大学の教授を務めた。
ベートーヴェンの演奏に定評があったが、パウル・ヒンデミットやハンス＝ゲオルク・ブルクハルト等、当時の新しい音楽の紹介にも余念がなく、1955年にはハインツ・ティーセンの《自然三部作》とオットー・ベッシュの一楽章のソナタの初演を手掛けている。
ベルリンにて没。